# پتروفسکویه (شهرستان ایگلینسکی، باشقیرستان)
پتروفسکویه (انگلیسی: Petrovskoye, Iglinsky District, Republic of Bashkortostan) یک شهرک در شهرستان ایگلینسکی استان باشقیرستان کشور روسیه است.